# José Monterde del Villar
General José Monterde del Villar fue un militar mexicano con idealismo villista que participó en la Revolución mexicana. Nació en Altotonga, Veracruz, el 11 de mayo de 1901. Realizó sus estudios primarios y luego ingresó al Colegio Militar de Chapultepec, donde escogió el arma de caballería. En 1915 se incorporó a las fuerzas villistas. Participó en la Batalla de Celaya, la de León y Trinidad. Más tarde radicó en el estado de Guanajuato. Ocupó la presidencia municipal de San Luis de la Paz. 